# Drosophila nigricincta
Drosophila nigricincta är en tvåvingeart som beskrevs av Frota-pessoa 1954. Drosophila nigricincta ingår i släktet Drosophila och familjen daggflugor.
Artens utbredningsområde är Brasilien och Panama.